# Pentinant-se
L'obra Pentinant-se de l'artista Teresa Condeminas és datada en (ci.) 1934, amb la que es va presentar a l'Exposició de Primavera 1934, al saló d'art modern del Parc de Montjuïc. L'obra que va ser seleccionada pel Jurat de les Adquisicions de la Junta Municipal d'Exposicions d'Art per passar a formar part dels fons pictòrics del Museu Nacional d'Art de Catalunya. L'obra de Condeminas, especialment els nus, és considerada com els últims resquícis del noucentisme català.

## Context
Les Exposicions d'Art, que ajudaven a mantenir activa la vida artística de Barcelona i que havien servit per a enriquir les col·leccions patrimonials, es van interrompre amb la dictadura de Primo de Rivera. El 29 de novembre de 1930, el Cercle Artístic de Sant Lluc va sol·licitar a la Junta de Museus la represa d'aquestes exposicions, encara que finament, el projecte es va traslladar a l'Ajuntament. Es va acordar de la creació d'una Junta Municipal d'Exposicions perquè organitzés aquestes mostres, que estarien dividides en dos salons: el Saló de Barcelona, més acadèmic, i el Saló de Montjuïc, més renovador. La primera d'aquestes exposicions, Exposicions de Primavera, es va inaugurar el 22 de maig de 1932 a la primera planta del Palau Nacional, que va ser cedida per la Junta de Museus amb aquesta finalitat. Aquestes exposicions es van celebrar amb una periodicitat anual fins al 1937.

## Descripció
Pentinant-se, la pintura de Teresa Condeminas és una pintura d'oli sobre tela noucentista. No es sap exactment l'any en el qual es va començar l'obra, que consta sense datar, però va estar pintada per a l'Exposició de Primavera de 1934, i va ser seleccionada pel Jurat de les Adquisicions de la Junta Municipal d'Exposicions d'Art per a formar part dels fons pictòrics del Museu Nacional d'Art de Catalunya.
El focus principal de l'obra és una figura femenina nua, asseguda en el que pareix un llit o una cadira tapada per llençols blancs i blaus, es pentina mirant-se a un espill rodó i menut que sosté a la mà esquerra. La composició està acuradament planificada, amb la figura ocupant un lloc central i dominant en el llenç. Condeminas juga amb el contrast del blanc de les teles i els tos nacrats de la pell en contraposició amb el fons més fosc per a donar-li més protagonisme a la figura central. L'expressió de la protagonista és freda, en una posició que destil·la una certa teatralitat. La figura femenina, en pentinar-se, sembla sumida en una activitat quotidiana, però la seua actitud i expressió transmeten un distanciament, afegint una dimensió psicològica a l'obra, mostrant a la dona en un moment íntim i quotidià, però amb una dignitat i solemnitat que solen reservar-se per a pintures de temàtica més grandiloqüent.
El color de l'obra és subtil i matisat. La paleta cromàtica utilitzada inclou to que donen una textura suau i translúcida a la pell de la figura. Aquest ús de colors tènues i pastels reforça la sensació de delicadesa.
La il·luminació en l'obra està estudiada per a ressaltar els volums del cos i crear contrastos que afigen profunditat i realisme. La llum incideix sobre la figura de manera que destaca la seua forma i ressalta els detalls de la pell i el cabell. Podem observar aquest joc de llum sobre la cara, pit i costat del cos de la protagonista. Aquest contrast de llums i ombres ajuda a dotar de verisme a la representació.
Pentinant-se ben bé podria ser una obra representativa de les característiques clàssiques de l'obra de Condeminas. Bellesa, equilibri, sobrietat, i quietud. Pentinant-se pareix ser el resultat d'un interès per el que és pulcre i l'acadèmic mitjançant un dibuix estrictament curat, la delicadesa del traç i la sobrietat del color.
L'obra està signada per Teresa Condeminas a l'angle inferior dret.

## Exposicions
Exposició de primavera 1934" Saló d'Art Modern, Barcelona, 1934.
"Del fons a la superficie. Obres d'artistes catalanes anteriors a la dictadura" Centre de Cultura de Dones Francesca Bonnemaison, Barcelona 2008.
"Hacia poéticas de género. Mujeres artistas en España" Museu de Belles Arts de València, València 2022.